# Kościół Najświętszej Maryi Panny Wniebowziętej w Kościanie
Kościół pw. Najświętszej Maryi Panny Wniebowziętej w Kościanie – kościół parafialny rzymskokatolickiej parafii pw. Najświętszej Maryi Panny Wniebowziętej w Kościanie w archidiecezji poznańskiej, wzniesiony w stylu gotyckim, najcenniejszy zabytek Kościana, fara miejska.

## Historia
Wzmianka o plebanie kościańskim Jakubie, kanoniku poznańskim i kanclerzu biskupim w dokumencie z 1289 roku zdaje się sugerować istnienie kościoła parafialnego w XIII wieku. Został on wzniesiony w związku z lokacją miasta, pomiędzy rynkiem a zabudowaniami zamkowymi. Kościół murowany powstał w latach 1333-1356, początkowo w formie jednonawowego czteroprzęsłowego prezbiterium wraz z zakrystią oraz trzynawowego korpusu. Być może taka forma wzorowana była na kościele farnym w Kaliszu. Od połowy XIV wieku opiekę administracyjną i duszpasterską pełnili joannici z Poznania. W roku 1396 papież Bonifacy IX wystawił bullę zezwalającą na ufundowanie czterech ołtarzy. W XV i XVI wieku dobudowano do korpusu kaplice, rozbudowano prezbiterium na trzynawowe oraz na nowo nakryto dachem (dwuspadowym, krytym dachówką) wszystkie dobudowane części. W 1503 roku kościół ucierpiała na skutek pożaru miasta. W 1547 spaliła się wieża, odbudowano ją w 1594 roku. W 1711 wieża ponownie ulega uszkodzeniu, zawaliła się i do dziś nie została odbudowana, zachowana do wysokości murów korpusu. Do XIX wieku przy kościele znajdował się cmentarz.

## Architektura i wnętrze
Kościół jest zbudowany w stylu gotyckim, halowy, murowany z cegły. Przy głównym wejściu znajduje się portal neogotycki, przy bocznych wejściach portale gotyckie ostrołukowe. W konstrukcji kościoła zastosowano różne rodzaje sklepień: kolebkowe, sieciowe, gwiaździste i krzyżowo-żebrowe.

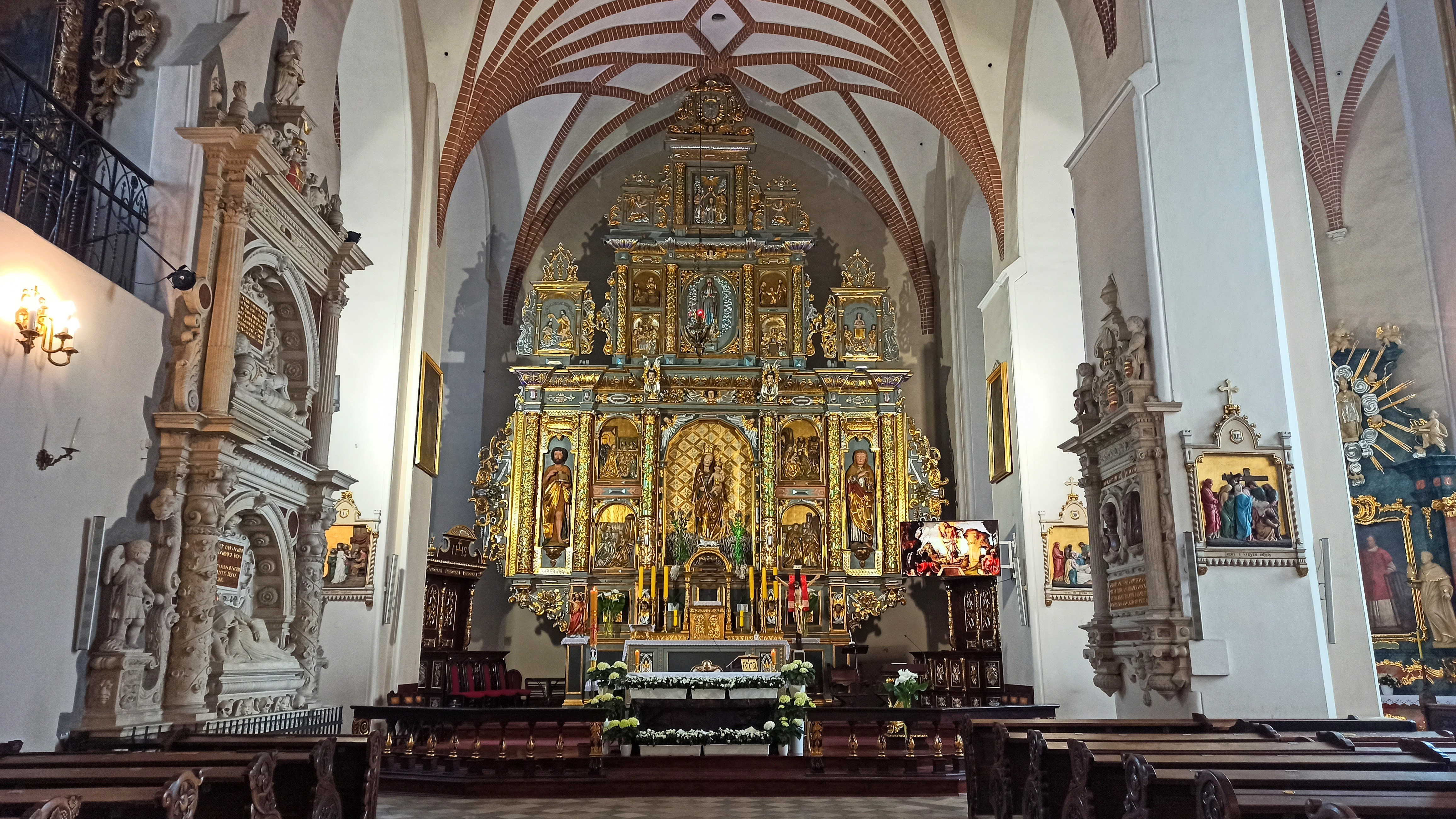
Widok na prezbiterium i ołtarz główny

### Ołtarz główny
Ołtarz główny pochodzi z 1620 roku, konsekrowany przez bp. Macieja Łubieńskiego. Późnorenesansowy, trzykondygnacyjny, z kolumnami oplecionymi winną latoroślą, z bogatą dekoracją snycerską. Dolna kondygnacja ołtarza zawiera elementy późnogotyckiego tryptyku tryptyk z 1525 roku - pierwotnie stanowiącego główny ołtarz. W środku rzeźba Matki Boskiej z Dzieciątkiem. Po bokach sceny: Zwiastowanie i Pokłon Pasterzy oraz Nawiedzenie i Pokłon Trzech Króli. Na skraju figury św. Jana Ewangelisty i św. Jana Chrzciciela. W górnej części: NMP Wniebowzięta, kwatery ze scenami: Świętej Rodziny, Jezusa pośród uczonych, Ucieczki do Egiptu oraz Ofiarowania w świątyni. Ponad figurami świętych sceny: Chrzest Jezusa oraz Męczeństwo św. Jana. W zwieńczeniu scena Koronacji NMP. W 1982 roku odkryto trzy kwatery dawnego ołtarza głównego ze scenami pasyjnymi. 

### Tryptyk
Najcenniejszym obiektem w kościańskiej farze jest tryptyk późnogotycki z 1507 roku, pochodzący z warsztatu Mistrza z Gościszowic. Tryptyk przedstawia sceny Zesłania Ducha Świętego, Biczowania, Cierniem Koronowanie, Upadek pod Krzyżem i Ukrzyżowanie. Poddany konserwacji w latach 2006-2007

### Pozostałe kaplice i ołtarze
W kościele znajduje się kilkanaście bardzo cennych ołtarzy pochodzących z różnych okresów dziejów. W tym m.in.: późnorenesansowy ołtarz z XVII w. Matki Boskiej Nieustającej Pomocy, kilka ołtarzy rokokowych i barokowych z rzeźbami różnych świętych.
- Ołtarz św. Anny z 1626 r. – w kaplicy Trójcy Świętej – starożytna figura świętej z ok. 1520 r., jedna z bardzo rzadkich gotyckich figur św. Anny Samotrzeciej.
- Ołtarz Św. Józefa z 1721 r.
- Ołtarz Św. Kazimierza z XVII w.
- Ołtarz Matki Bożej Szkaplerznej z 1649 r.
- Ołtarz Św. Barbary 1636 r.
- Ołtarz Św. Walentego 1698 r. - figura z pocz. XVI w.
- Ołtarz Św. Benona XIX w.
- Ołtarz Serca Pana Jezusa z XX w.

Nagrobki i tablice pośmiertne:
- Na filarze obok wielkiego ołtarza znajdujemy najstarszą ze znanych dotąd tablicę pośmiertną z 1444 r. wystawioną dla ś.p. Urszuli, której ojcem był lekarz miejscowy posiadający stopień doktora filozofii.
- Renesansowy nagrobek Macieja Opalińskiego i jego żony Jadwigi (napis łaciński).
- Nagrobek starosty kościańkiego Jana Orzelskiego i jego żony Anny z 1595 r.
- Tablica z 1647 r. mówiąca o stracie dwóch córeczek: Zofii (w 1640 r.) i Anny (w 1646 r.).
- Tablica z 1868 r. dr. Bogusława Palickiego - żołnierza, lekarza, obywatela, opiekuna ubogich i chorych, ur. 10 VIII 1813 r. - zm. 25 I 1868 r. Cześć jego pamięci! Pokój jego duszy!

Inne zabytki:
- Grupa Ukrzyżowania w łuku tęczowym na belce z 1734 r.
- Ambona bogato zdobiona z pocz. XVIII w.
- Ręcznie kute kraty z XVIII w. przy bramie głównej i przy kaplicy Matki Bożej Nieustającej Pomocy.

## Organy
Organy wybudował Józef Stanisławski z Poznania w 1907 roku. Instrument pierwotnie posiadał trakturę pneumatyczną. Oryginalna dyspozycja była świadectwem typowego dla tego budowniczego poszukiwania polskich odpowiedników nazw niektórych znanych głosów, dlatego też w nawiasach kwadratowych zaproponowano nazwę odpowiednika brzmieniowego. Około 2000 roku organy przeszły remont, który wykonał Jan Drozdowicz z Poznania. Wymieniono wówczas stół gry i trakturę na elektropneumatyczną, przez co instrument zatracił charakter zabytkowy.
Dyspozycja instrumentu:
| Manuał I        | Manuał II                 | Pedał            |
| --------------- | ------------------------- | ---------------- |
| 1. Burdon 16    | 1. Gambe 8                | 1. Violon 16     |
| 2. Pryncypał 8  | 2. Salicjonał 8           | 2. Pryncypał 16  |
| 3. Gambe 8      | 3. Gemshorn 4             | 3. Subbas 16     |
| 4. Flet 8       | 4. Flet kryty 2           | 4. Quinte 10 2/3 |
| 5. Quinte 2 2/3 | 5. Pryncypał skrzypcowy 4 | 5. Oktavbas 8    |
| 6. Oktawa 4     | 6. [brak napisu]          | 6. Violon 8      |
| 7. Szpicflet 4  | 7. Oktawa 2               | 7. Puzon 1       |
| 8. Flet leśny 2 | 8. Progresja 2-3 ch       |                  |
| 9. Mixtura 3-ch | 9. Klarnet 8              |                  |
| 10. Kornet 2-ch |                           |                  |
| 11. Trąbka 8    |                           |                  |